# Collecorvino
Collecorvino là một đô thị thuộc tỉnh Pescara trong vùng Abruzzo Ý. Đô thị này có diện tích 32 km², dân số thời điểm 31 tháng 12 năm 2004 là 5550 người. Các làng trực thuộc: Barberi, Congiunti, Santa Lucia, Campotino, Caparrone, Casamarte, Case di Luzio, Castelluccio, Coen, Ferretti, Fonte, Gallo, Lione, Lupi, Orsini, Poggio Santa Maria, Renzetti, Valle Lupo.
Các đô thị giáp ranh: Cappelle sul Tavo, Città Sant'Angelo, Elice, Loreto Aprutino, Moscufo, Picciano.